# Скопска школа
„Скопска школа“ е български вестник, излязъл в София, България, в единствен брой на 2 ноември – декември 1941 година.
Печата се в печатница „Родина“ в тираж от 2000 броя. Редактира се от група школници. Вестникът е паметен лист, посветен на живота и делото на българския офицер от Скопие Борис Дрангов и на ръководената от него в Скопие Школа за запасни офицери през Първата световна война. Стои на националистически позиции.